# Kowari
El kowari (Dasyuroides byrnei) és un petit marsupial carnívor originari dels herbassars i deserts secs d'Austràlia central. Fa 16,5-18 cm de llarg, amb una cua de 13-14 cm. La seva dieta consisteix principalment en insectes, aranyes i, probablement, petites sargantanes, ocells o rosegadors. És conegut com a depredador voraç. Viu en caus subterranis, en solitari o en grups petits. En surt per caçar preses entre l'herba. Cria a l'hivern, entre el maig i l'octubre i dona a llum ventrades de cinc o sis cries després d'un període de gestació de 32 dies.